# Poda de la vid

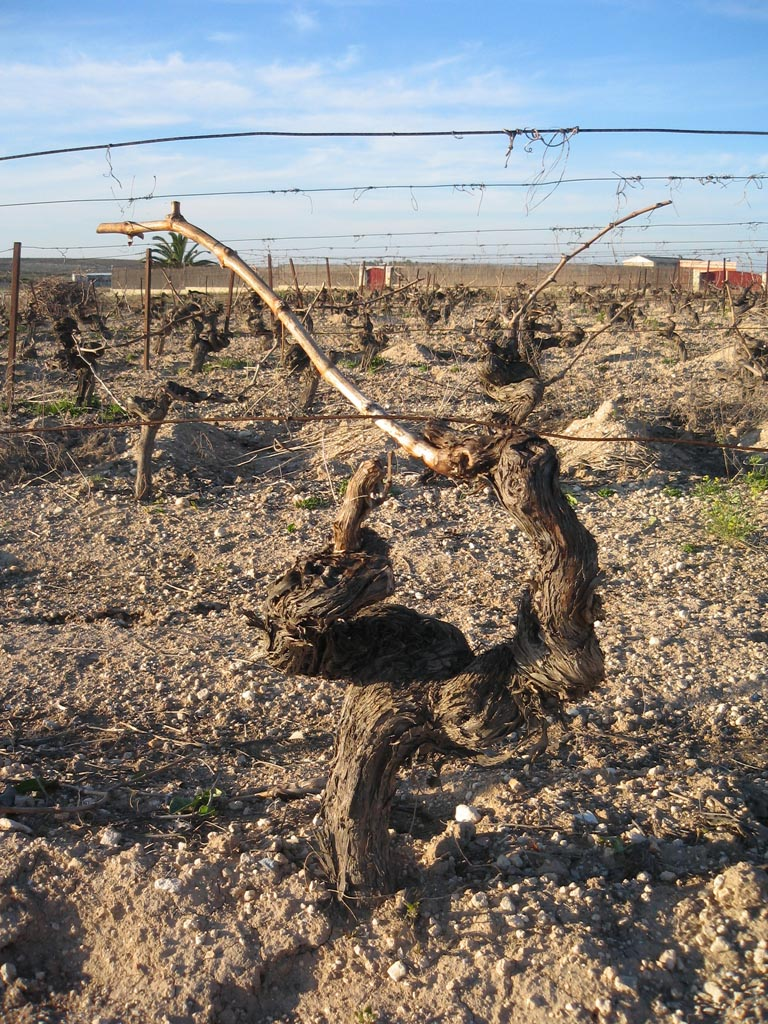
Cepa tras la poda (Sanlúcar de Barrameda).

La poda de la vid es una práctica realizada por el viticultor, que consiste en reducir la parte vegetativa de la vid a fin de limitar su crecimiento natural y de mejorar su rendimiento y la calidad de las uvas.

## Objetivos de la poda
En su estado natural la vid es una liana trepadora cuyas ramas, llamados sarmientos, pueden alcanzar hasta 30 metros de longitud. Sólo prosperan las yemas situadas en los extremos porque reciben más savia, y las yemas situadas más cerca del tronco no brotan. La producción de frutos no guarda proporción con el desarrollo frondoso de la vid. Si bien produce numerosos racimos, las uvas tienen un tamaño reducido y maduran difícilmente, por lo que su calidad es muy deficiente. El objetivo de la poda consiste en reducir el número y la longitud de los sarmientos para que la vid produzca menos racimos, pero de más grosor y más calidad. La poda alarga la vida de la vid y asegura la cosecha de un año para otro. Permite también adaptar el tamaño de la planta al espacio donde se cultiva para facilitar las tareas del viticultor. 

### Poda de formación
Cuando la vid es joven y acaba de ser plantada, las primeras podas determinan la forma y el tipo de crecimiento de la planta. Estos varían según el clima de la región y el tipo de cepa o variedad. Existen distintos tipos de podas de formación dependiendo del sistema de conducción elegido. Este tipo de poda se suele realizar durante los tres o cuatro primeros años, y siempre en invierno y en primavera.

### Podas de fructificación
Cuando la vid ha adquirido su forma definitiva, las podas de fructificación sirven para mantener la forma de la vid y controlar su crecimiento. La selección y reducción de los sarmientos y de las yemas que brotan cada año permitirá que los racimos de uvas se beneficien de una mayor insolación y de una mejor ventilación. Así aumentarán su rendimiento, su calidad y su resistencia a las plagas.
- Poda de invierno o poda en seco

Se realiza cada invierno, después de la caída de las hojas y antes de que vuelvan a salir los nuevos brotes, cuando la planta se encuentra en estado vegetativo o dormante y que ha bajado la circulación de la savia. Sirve para eliminar los sarmientos de la temporada anterior y recortar las maderas de dos años y más, y favorece la regeneración de la planta. No se debe podar con temperaturas demasiado bajas debido a que las heladas vuelven la madera quebradiza y ésta se puede astillar con los cortes. Además, con temperaturas bajo cero la madera tarda más en cicatrizar y corre más riesgos de sufrir enfermedades como la yesca y la eutipiosis. 
- Poda en verde

Complementa la poda de invierno y se realiza sólo si han crecido demasiado los brotes, para rebajar el rendimiento de la planta y obtener así una mejor calidad de las uvas. Se realiza al final de la primavera, una vez que la vid ha brotado. Se eliminan las yemas, los pámpanos (sarmientos verdes jóvenes) y las hojas sobrantes para descargar la planta, pero se eliminan también los brotes mal ubicados que serán poco fértiles (situados por ejemplo demasiado cerca del suelo o a los que no llega bien la luz solar).

## Algunos sistemas de poda
El sistema de poda va apareado con el sistema de conducción elegido para las vides. Se llama sistema de conducción la configuración de las vides en el viñedo vinícola, y los hay de muchos tipos: en espaldera, en cortina, en pergola, en vaso alto o vaso bajo... Se busca siempre no sólo optimizar el espacio sino también que las vides estén correctamente expuestas al sol y aireadas, y que el conjunto foliar de la vid constituya un microclima en sí que mantenga un grado de humedad y temperaturas equilibradas. Los sistemas de conducción dependen estrechamente del clima de la región (exposición solar, temperaturas, vientos, precipitaciones y tipo de suelo).

### Prepoda y poda
La primera fase de la poda es la prepoda, que prepara y facilita el trabajo del podador. Se limpia las vides de hojas secas, racimos no recolectados y zarcillos, y se cortan los sarmientos secos dejando bastante longitud, ya que será el podador quien afinará la poda. En los sistemas en espalderas, con sarmientos largos y altos apoyados en los alambres, y calles bastante anchas, la prepoda puede ser mecanizada: la prepodadera corta las ramas secas por encima de cierta altura.
La poda propiamente dicha es un trabajo preciso, y por lo tanto manual. La herramienta utilizada es una tijera de podar. Tiene una hoja de corte y otra sin filo y con forma de gancho para buscar el apoyo. El mango es largo para hacer mejor palanca y para no tener que agacharse tanto. Las hay eléctricas y neumáticas, para reducir el esfuerzo. Es recomendable ropa de abrigo y una faja para la cintura.

### Poda en vaso

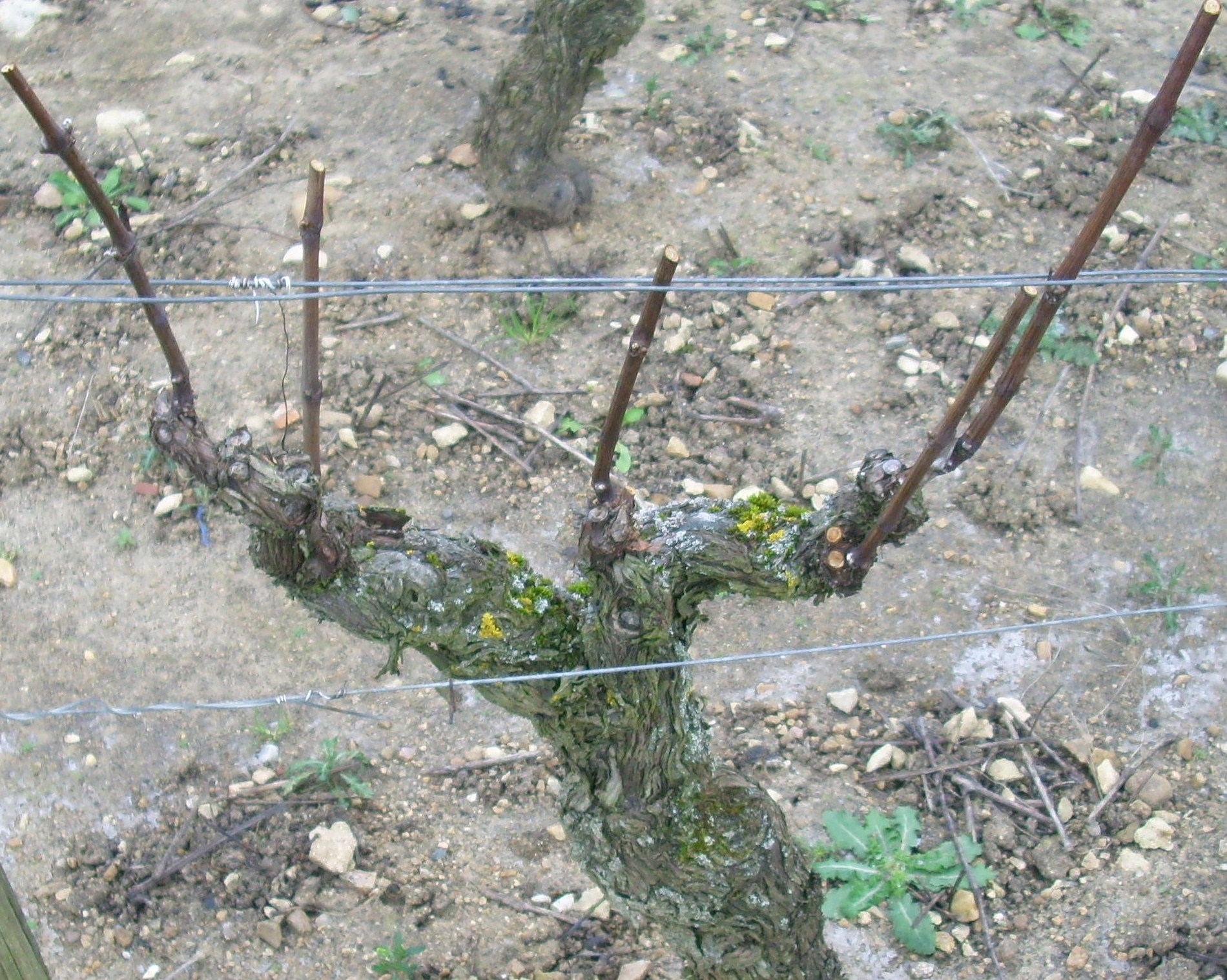
Vid podada en vaso.

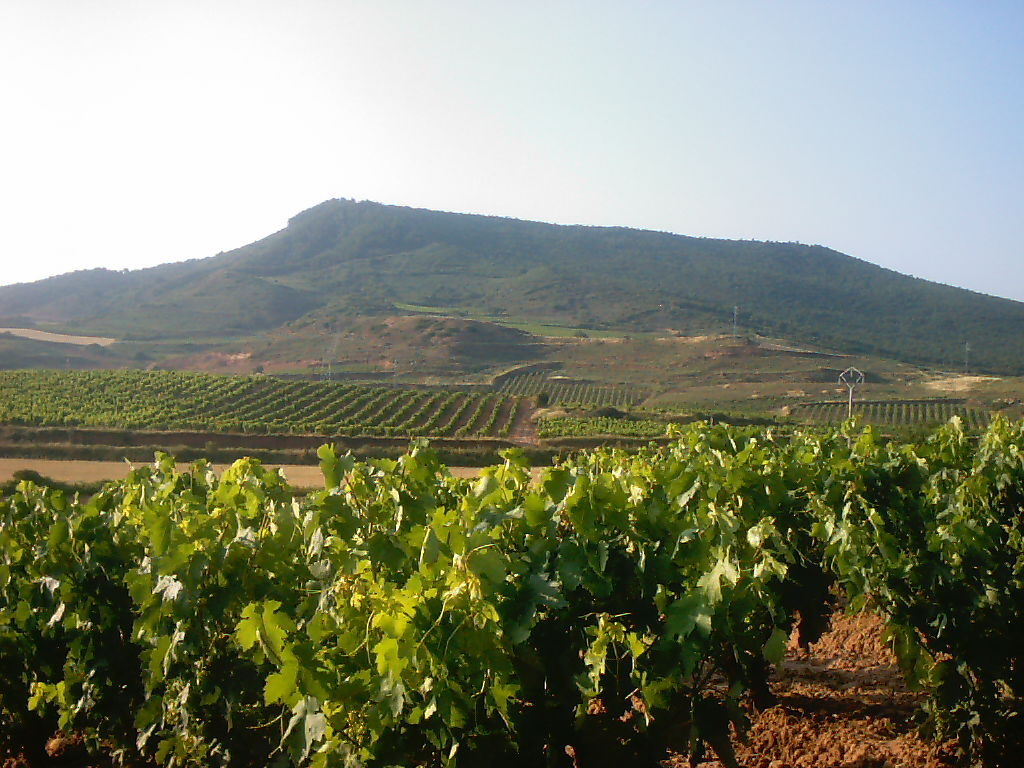
Vid conducida en vaso, en verano (La Rioja).

Es el tipo de poda más extendido y el que más se ha utilizado tradicionalmente en España. Se efectúa en vides que no se cultivan en espalderas, que están al nivel del suelo o a una pequeña altura, y es el sistema de conducción propio de las tierras de secano. Es uno de los sistemas de poda más antiguos: ofrece una buena exposición a la radiación solar permitiendo un alto rendimiento y una buena maduración de las uvas. Requiere poco mantenimiento y poca inversión al no necesitar estructuras de apoyo.
Su principal defecto reside en que las vides talladas en vaso ocupan más espacio al ser más frondosas, y dificultan el paso de la maquinaria entre hileras. En España, el aumento de la utilización del riego desde 1996 (fecha en la que se liberalizó), hace que esté disminuyendo este tipo de poda que crea vides bajas, para tender a crear vides más altas y apoyadas en espalderas hechas de alambradas.

#### Técnica
Se ha de procurar que la cabeza de la cepa no alcance demasiada altura. Cuarenta centímetros es lo normal. Los chupones que parten del tronco de la cepa se cortan a ras, sin dejar yemas, para que no vuelvan a brotar. Los que son demasiado excéntricos o van orientados hacia el interior del "vaso" tampoco son válidos.
Se han de recortar los sarmientos para que estén a la altura que se desea, realizando una poda corta que deja pitones de sarmientos muy cortos llamados "pulgares". Los pulgares que componen el vaso han de tener una longitud de dos "ojos" (las futuras yemas). El corte ha de ser perpendicular al sarmiento y justo por debajo de la tercera yema.
La distribución de los pulgares en la cabeza de la cepa debe ser uniforme, con igual distancia unos de otros. Deben estar prácticamente a la misma altura y apuntar hacia arriban de tal manera que formen un vaso. Es como si colocamos los dedos de la mano apuntando hacia arriba, sin juntar los dedos. Se dejan 5 o 6 pulgares, cada uno con dos "ojos".
Así, al año siguiente, se cortan todos los sarmientos menos los que provienen de los pulgares. De las dos yemas han crecido dos vástagos (se llaman sarmientos cuando tienen un año). Preferiblemente se deja el de abajo para que el cuerno no crezca demasiado rápido. Se corta el trozo que se dejó el año anterior cerca del sarmiento de abajo sin dañarlo, de un solo corte. Sólo estos dos sarmientos darán racimos al año siguiente.
Cuando los brazos son demasiado largos y amenazan la forma de vaso se han de talar. Para ello antes debe existir un sarmiento en la base del brazo o cerca. Se le dejan dos yemas y el brazo se corta lo más posible pero sin dañar al resto de la planta.

### Poda Guyot
La poda Guyot recibe en España el nombre de daga y espada.

El sistema busca mejorar el rendimiento de las viñas que producen pocos racimos por yema, o bien, producen racimos muy pequeños. Para ello, se deja crecer un sarmiento largo que irá dando lugar a brazos que se colocan sobre un empalizado. 

La manera de proceder es mediante una poda de formación, durante los tres primeros años, y luego una poda de fructificación, para mantener el desarrollo. 

En el primer invierno se deja crecer un único pulgar con dos yemas. El siguiente invierno, se selecciona el sarmiento mejor posicionado (más vertical) y se le dejan 3 o 4 yemas, mientras que se eliminan el resto de yemas y sarmientos. Durante el tercer invierno, se deja una vara de fructificación con 6 yemas, que tendrá una altura de 10 o 12 cm por debajo del hilo de la empalizada, y un pulgar con dos yemas, que será a partir del cual obtendremos la vara de fructificación el próximo año.
El sistema de poda Guyot también puede ser doble, dejando dos varas de fructificación y dos pulgares. Es una técnica apta para viñedos más vigorosos y con mayor fructificación, aunque conlleva mayores costes de mano de obra durante la poda.

### Poda Royat o poda en cordón
El sistema de poda Royat, denominado poda en cordón en español, es una poda en pulgares para vides anudadas en espaldera. De esta manera, todos los pulgares están insertados en uno o en dos brazos de la cepa (según sea poda simple o doble) y colocados horizontalmente a lo largo de los alambres de sujeción.

Es un sistema muy parecido al anterior. Se diferencian en la forma de poda: en la guyot no se dejan varios pulgares, sino solo uno y un sarmiento con entre 5 y 10 yemas.

### Poda Sylvoz o pérgola
Un sistema de poda muy parecido a los dos anteriores. 

La vid se coloca también en espaldera, pero los brotes de dejan crecer libremente, sin atarlos, de manera que quedan colgando hacia abajo, pendulares.